# Segunda guerra perso-turca

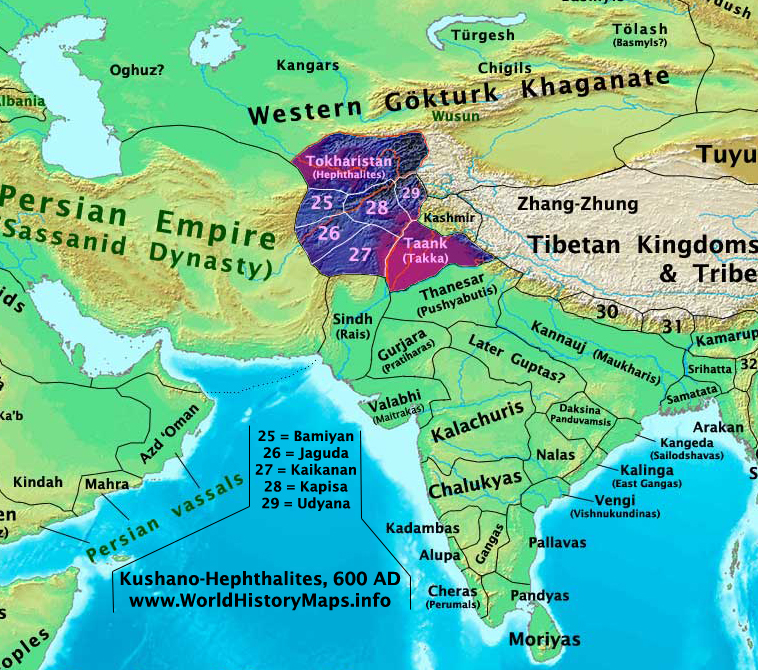
Takharistán, alrededor del año 600 d. C.

La segunda guerra perso-turca empezó en 606/607 con la invasión de turcos azules y heftalitas del Imperio sasánida. Acabó en 608 con la derrota de los invasores, vencidos por el general armenio Smbat IV Bagratuni, al servicio de los soberanos sasánidas persas.

## Situación
Los turcos invadieron la Persia oriental en el 606/607 con un gran ejército, pero fueron vencidos en la primera batalla cerca del castillo de Tus en Jorasán por una unidad de dos mil jinetes de caballería pesada. Los vencidos solicitaron refuerzos al gran kan que, según Sebeos, les envió trescientos mil hombres.
Este gran ejército invadió al poco el Jorasán y se apoderó del castillo de Tus, que defendía el príncipe Datoyean con trescientos soldados. Los turcos se retiraron tras talar la región, habiendo llegado hasta Ispahán. Smbat se apresuró a reagrupar a las fuerzas persas de las provincias orientales y finalmente debeló a los turcos y heftalitas, matando a su jefe en combate singular.
La muerte de este desanimó a sus hombres y las huestes turcas y heftalitas huyeron en desbandada. La caballería pesada los persiguió, los derrotó y mató a muchos de ellos.